# Vector (automobile)
Pour les articles homonymes, voir Vector.
Vector est un constructeur automobile américain de voiture de sport initié par Gerald Wiegert, un américain diplômé de l'Art Center College of Design, décidé à concurrencer les sportives italiennes.

## Historique

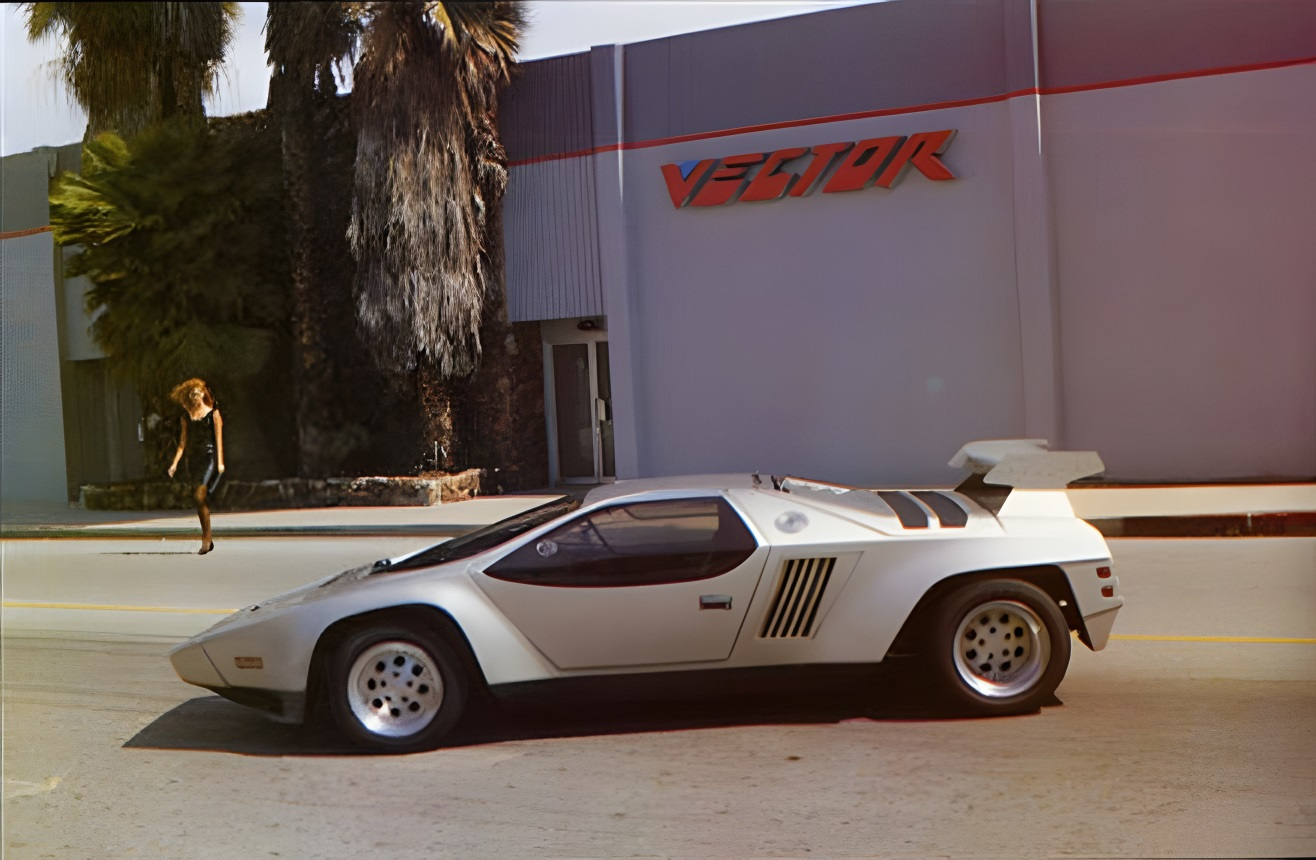
Une W2.

En 1972, Wiegert présente un concept car non fonctionnel (sans moteur) au Salon de l'automobile de Los Angeles.
En 1978, il présente la W2 (« W » pour Wiegert et « 2 » pour le nombre de turbos). Le premier prototype roulant est produit en 1979, propulsé par un moteur V8 Chevrolet de 5,7 L développant plus de 600 ch. Photographié par de nombreux magazines spécialisés sous différentes couleurs (le prototype a été repeint à plusieurs reprises) cet unique modèle fera l'objet de tests par le magazine Motor Trend, ou l'émission anglaise Top Gear.

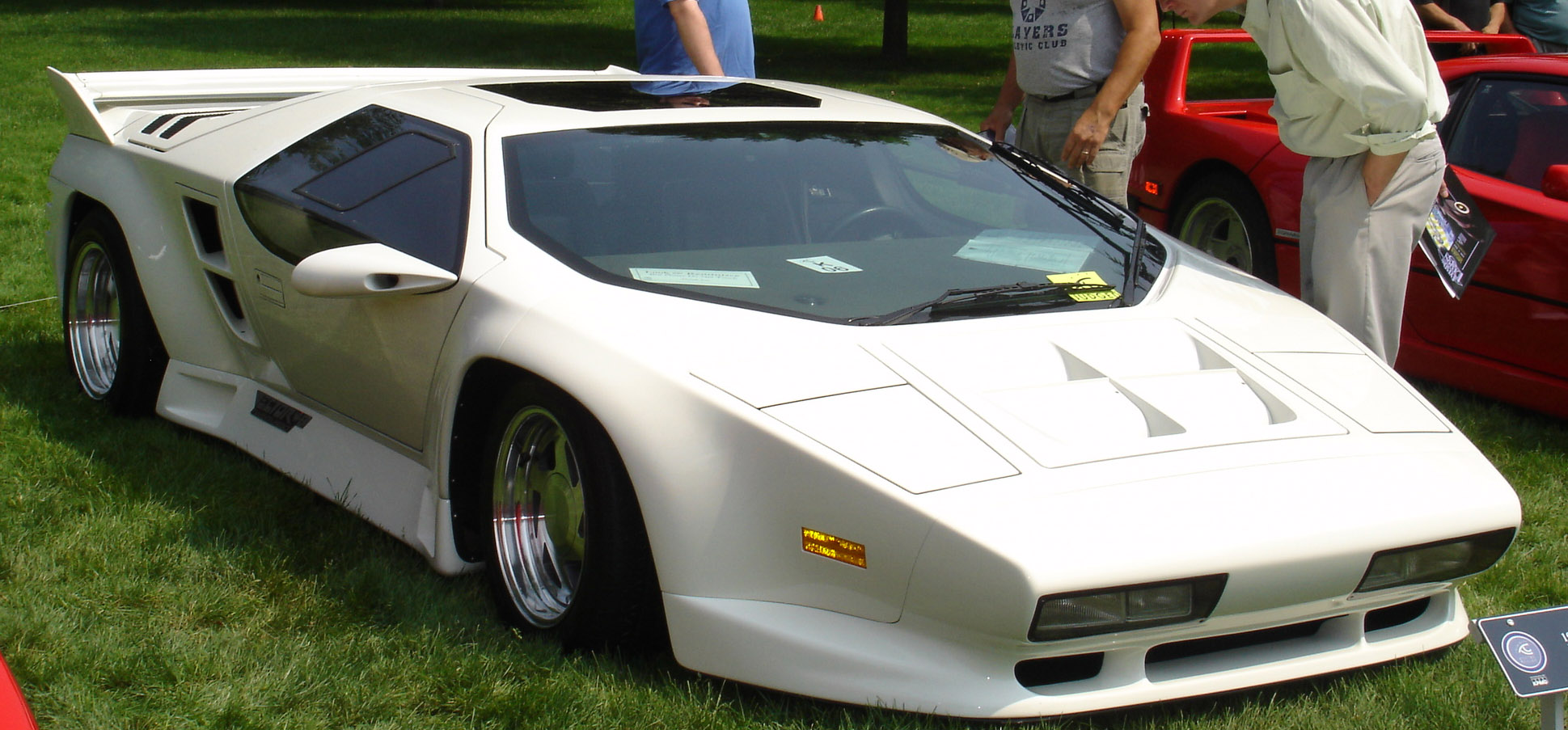
W8 Twin Turbo.

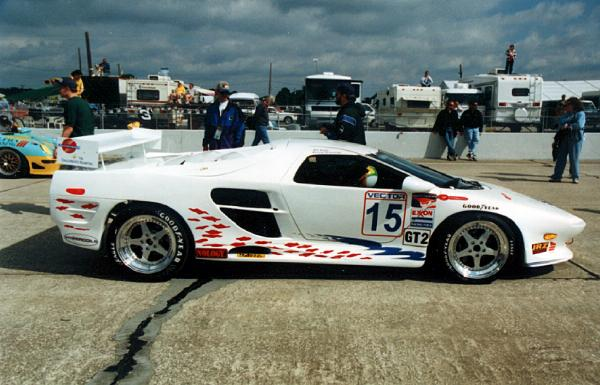
Une M12 de course à moteur Lamborghini.

David Kostka, le bras droit de Wiegert, est chargé du développement de la W8 Twin Turbo, évolution finale de la W2. Sa production par la Vector Aeromotive Corporation nouvellement créée débute en 1989. Construite à 19 exemplaires la W8 est mise en vente en janvier 1990, au prix de 448 000 dollars.
Suivra l'Avtech WX-3 (AWX-3), une étude qui restera à l'état de prototype. Sur un châssis en fibre de carbone, epoxy, et nid d'abeille Nomex, trois niveaux de motorisation étaient prévus, du V8 de base développant 600 ch au Twin-turbo de 1 200 ch en passant par une version « améliorée » développant 800 ch. Le prototype de la WX-3C (coupé) et un prototype d'une version roadster, l'AWX-3R sont présentés au salon de Genève 1993.
La même année, frôlant la faillite et dans l'incapacité de lancer la production de l'AWX-3, Gerald A Wiergert doit vendre au groupe indonésien Megatech, lequel déménage l'entreprise de la Californie à Green Cove Springs, en Floride. Megatech abandonne immédiatement la production de la W8 Twin Turbo et, en 1995, reprend la production d'une Vector sous le nom de Vector M12 (en). Megatech étant alors propriétaire de Lamborghini, la M12 est la première voiture américaine équipée d'un V12 d'origine Lamborghini : la voiture est en fait construite sur une base de Lamborghini Diablo (châssis et moteur) sur laquelle on a posé une carrosserie en fibre de verre. Le prix, 180 000 dollars, est revu à la baisse. 
Vector est revendue en 1997 à Tradelink International Limited, un groupe américain spécialisé dans les produits de luxe en tout genre et souhaitant faire de la Vector son produit phare.
Quatorze Vector M12 seront construites de 1995 à 1999, plus quatre en pré-production dont deux ont été engagées dans des courses IMSA américaines.
La compagnie prévoit un nouveau modèle, la Vector SRV8 pour l'année 2000. Conçue sur la base de la M12 mais avec un 8-cylindres Chevrolet de 420 chevaux et quelques retouches esthétiques, le prototype (une des M12 de course reconditionnée) est présenté par Timothy Enright, PDG de la marque, au mois de juin de cette même année. La production ne verra jamais le jour.
En 2007, Gerald A. Wiergert expose un nouveau concept car, la Vector AWX-8, au LA Auto Show. Le projet propose deux motorisations : un V8 de 7,8 L et une version V8 big block de 10 L de cylindrée équipée d'un double turbo. Sans suite.
Le 15 janvier 2021, Gerald A. Wiegert est décédé.